# ليندا لي كادويل
ليندا لي كادويل (بالإنجليزية: Linda Lee Cadwell)‏ (مواليد 21 مارس 1945) هي معلمة أمريكية، اشتهرت انها أرملة أستاذ فنون الدفاع عن النفس والممثل بروس لي.

## نبذة
ولدت في إيفريت، واشنطن، ونشأت في سياتل، واشنطن. لديها أصول السويدية والإنجليزية. تلتقي بروس لي في جامعة واشنطن وتصبح واحدة من طلابه لتعلم الكونغ فو. في 17 أغسطس 1964، تزوجت من بروس لي. لديهم طفلان، براندون (1965-1993) وشانون، ممثلة، ولدت في عام 1969. في 20 يوليو 1973، توفي زوجها بسبب وذمة دماغية في سن 32.
بعد خمسة عشر عامًا من وفاة بروس لي في عام 1988، تزوجت لفترة قصيرة من توم بليكر وتطلقت في عام 1990. وهي متزوجة من بروس كادويل منذ عام 1991.

## روابط خارجية
- ليندا لي كادويل على موقع IMDb (الإنجليزية)
- ليندا لي كادويل على موقع قاعدة بيانات الفيلم (الإنجليزية)
- معلومات أكثر باللغة العربية وصور عن السيدة ليندا لي كادويل
- الموقع الرسمي